# Каммен, Эллен ван дер
Элизабе́т А́нна Мари́я "Э́ллен" ван дер Ка́ммен (нидерл. Elisabeth Anna Maria "Ellen" van der Cammen; род. 8 сентября 1977, Роттердам, Южная Голландия) — нидерландская кёрлингистка.

## Команды
| Сезон   | Четвёртый              | Третий               | Второй                | Первый              | Запасной                                                                | Турниры                              |
| ------- | ---------------------- | -------------------- | --------------------- | ------------------- | ----------------------------------------------------------------------- | ------------------------------------ |
| 2001—02 | Маргрита Воскёйлен     | Marie José Tiemstra  | Sylvia Van Der Pluijm | Petra Biesterveld   | Эллен ван дер Каммен тренер: Robert van der Cammen                      | ЧЕ 2001 (13 место)                   |
| 2002—03 | Маргрита Воскёйлен     | Marie José Tiemstra  | Эллен ван дер Каммен  | Petra Biesterveld   | Annemiek Doornbos тренер: Ben Wiegers                                   | ЧЕ 2002 (16 место)                   |
| 2004—05 | Шари Лейббрандт-Деммон | Эллен ван дер Каммен | Маргрита Воскёйлен    | Laura Uittenbogaard | Эрика Дорнбос тренер: Ben Wiegers                                       | ЧЕ 2004 (12 место)                   |
| 2005—06 | Шари Лейббрандт-Деммон | Эллен ван дер Каммен | Маргрита Воскёйлен    | Эрика Дорнбос       | Идске де Йонг тренеры: Ben Wiegers (ЧЕ, ЧМ), Robert van der Cammen (ЧЕ) | ЧЕ 2005 (7 место) ЧМ 2006 (12 место) |

(скипы выделены полужирным шрифтом)